# 2020年刚果民主共和国大屠杀
2020年刚果民主共和国大屠杀，是指5月24日至8月10日在刚果民主共和国东部发生的一系列屠杀事件。屠杀是由激进的伊斯兰叛乱组织民主同盟軍进行的，造成了至少1316人死亡。

## 时间轴
5月24日：民主同盟军袭击贝尼，9名平民死亡。民主同盟军烧毁了房屋，在与刚果陆军武装力量交战后撤退。枪战中陆军有数人受伤。
5月25日：民主同盟军在马库塔诺杀害17人。
5月26日：民主同盟军袭击伊图里省Samboko村，用砍刀杀死40人，并抢夺了村里的食物和贵重物品。
7月16日：南基伍省姆文加地区有220多人死亡。
8月10日：伊图里省3个村庄有19人死亡。
8月22日：军方和一名村长报告称，疑似伊斯兰激进分子突击刚果民主共和国东部2个村庄，杀害13人。联合国称这可能是最新一桩战争罪。根据联合国的数据，自2019年以来，民主同盟军共杀害1011多人。